# Hidroksil
Hidroksil je jedinjenje koje sadrži atom kiseonika kovalentno vezan za atom vodonika. Neutralna forma ove grupe je hidroksilni radikal. Hidroksilni anjon (OH−) se zove hidroksid. To je dvoatomni jon sa jednim negativnim elektronskim nabojem. U diskusijama sintetičkih metoda u organskoj hemiji hidroksilna grupa (–OH) se naziva funkcionalnom grupom, kad je vezana za veći organski molekul.

## Hidroksilna grupa
Termin hidroksilna grupa se za označavanje –OH funkcionalne grupe kad je ona supstituent u organskom jedinjenju. Organski molekuli koji sadrže hidroksilnu grupu su poznati kao alkoholi (najjednostavniji od kojih ima formulu –OH). Hidroksilne grupe su posebno važne u biološkoj hemiji zbog njihove tendencije da formiraju vodonične veze kao donori i akceptori. Ova osobine je takođe vezana za njihovu sposobnost da povećaju hidrofilnost i rastvorljivost u vodi. Hidroksilna grupa je posebno velikoj meri zastupljena u familiji molekula poznatih kao ugljeni hidrati.